# Stefano Francescon
Stefano Francescon (Torino, 18 aprile 1934 – Coassolo Torinese, 21 agosto 2003) è stato un calciatore italiano, di ruolo interno.

## Carriera
Giocò una stagione in Serie A con la Juventus, segnando l'11 marzo 1956, al debutto in campionato, il gol del provvisorio 2-1 nell'incontro casalingo contro la Sampdoria, poi finito 2-2.